# Jesús María Pérez
Jesús María Pérez Loriente (Biscarrués, 1º novembre 1930 – 16 ottobre 1986) è stato un cestista spagnolo.

## Carriera
Con la Spagna conquistò la medaglia d'argento ai Giochi del Mediterraneo del 1951.